# 베네투티
베네투티(Benetutti, 사르데냐어: Benetuti)는 이탈리아 사르데냐 주에 있는 사사리도의 코무네로, 칼리아리 북쪽 약 190 킬로미터 (120 mi), 사사리 (사르데냐) 남동쪽 약 91 킬로미터 (57 mi) 지점에 있다.
그 주변 시골에서는 여러 선사 시대 유적이 발견되었다. 여기에는 거인의 무덤 (청동기 시대 공동묘지), 도무스 데 야나스 (지하 신석기 시대 무덤) 및 여러 누라게가 포함된다. 로마 유적의 예로는 성 사투르니노 온천의 목욕탕이 있다. 베네투티는 고대부터 유명했으며, 아마도 "모두의 샘"을 의미하는 사르데냐어 베나 에 토투(bena 'e tottu)에서 유래했을 것으로 추정되는 마을 이름과 관련된 온천수로 유명하다.
마을 주민 중에는 이탈리아 왕국의 장관을 지낸 프란체스코 코코 오르투가 있다.
본 교회에는 "오지에리 거장" 조반니 델 질리오와 조수들이 1549년에 그린 그림이 걸려 있다.
베네투티는 다음 지방자치단체와 접해 있다: 보노, 불테이, 눌레, 누오로, 오니페리, 오라니, 오루네, 파타다.